# Temporada de furacões no Atlântico de 1890
A temporada de furacões no Atlântico de 1890 foi uma das temporadas de furacões no Atlântico menos ativas já registradas. O primeiro ciclone tropical da temporada foi inicialmente observado em 27 de maio e a última tempestade, o furacão Quatro, se dissipou sobre a América Central em 1 de novembro. Essas datas se enquadram no período de maior atividade de ciclones tropicais no Atlântico. A primeira tempestade moveu-se lentamente para o norte-noroeste, trazendo fortes chuvas e extensas inundações para Cuba, o que causou pelo menos três mortes e pelo menos US $ 1 milhões (1890 USD ) em danos. Ele se dissipou no Golfo do México em 29 de maio. A ciclogênese tropical ficou dormente por quase dois meses e meio, até que outro sistema foi observado perto das Ilhas de Barlavento em 18 de agosto. Ele atravessou o Mar do Caribe e o Golfo do México, passando pela Península de Iucatã e chegando à Luisiana antes de se dissipar em 28 de agosto. O impacto da tempestade foi mínimo.
Dos quatro ciclones tropicais da temporada, dois atingiram o status de furacão. Um desses dois se fortaleceu em um grande furacão, que são categoria 3 ou superior na escala de ventos de furacões Saffir-Simpson dos dias modernos. O ciclone mais forte da temporada, o furacão Três, atingiu o pico na força de categoria 3, com ventos máximos sustentados de 190 km/h (120 mph). O mar agitado produzido por esta tempestade afundou um navio nas proximidades das Pequenas Antilhas, afogando 10 pessoas. O último ciclone tropical foi observado pela primeira vez no sudoeste do Mar do Caribe em 31 de outubro. Atingiu o pico de intensidade como furacão forte de categoria 1, dirigiu-se para o oeste e atingiu a Nicarágua, antes de ser observado pela última vez na América Central em 1 de novembro. A tempestade produziu apenas danos menores na Nicarágua. Coletivamente, os ciclones tropicais desta temporada resultaram em pelo menos US$ 1 milhões em danos e 14 fatalidades confirmadas.

## Sistemas

### Tempestade tropical Um
De acordo com o HURDAT – banco de dados de furacões do Atlântico Norte – uma depressão tropical se desenvolveu em 27 de maio, enquanto localizado a cerca de 105 km (65 mi) ao sul de Isla de la Juventud, Cuba. A depressão moveu-se para o norte-noroeste e não se fortaleceu antes de atingir a costa perto de Pinar del Río, Cuba, no início do dia seguinte. Atravessou Cuba sem enfraquecer e emergiu no sudeste do Golfo do México em 28 de maio. Mais tarde naquele dia, a depressão se intensificou em uma tempestade tropical. O ciclone continuou a se fortalecer e atingiu o pico com ventos de 97 km/h (60 mph) no início de 29 de maio. Foi anotado pela última vez por volta de 200 km a oeste-noroeste de Dry Tortugas, Flórida por volta de 1800 UTC.

A tempestade trouxe fortes chuvas para Cuba, com 34,500 mm (1,358 in) observados em Havana em um período de 36 horas. Inundações e deslizamentos de terra causaram grandes danos a várias cidades, incluindo Calabazar, Chorrera, Havana, Puentes Grandes, San Antonio de los Baños e Rincon. Várias pessoas tiveram que ser resgatadas. Quase todos os serviços telegráficos e ferroviários foram interrompidos pelas enchentes. Com danos estimados em milhões de dólares, o evento foi descrito como "as chuvas mais desastrosas que já visitaram Cuba". Pelo menos 4 mortes foram confirmadas depois que um navio virou, enquanto um "bom número" de outras pessoas se afogou.

### Tempestade tropical Dois
Depois de ficar sem atividade por mais de dois meses, a barca Aspatogan encontrou "clima muito pesado" associado a uma tempestade tropical no leste do Mar do Caribe em 18 de agosto. O sistema moveu-se para oeste-noroeste através do Mar do Caribe e se fortaleceu lentamente. no início de 24 de agosto, a tempestade atingiu seus ventos máximos sustentados de 97 km/h (60 mph), enquanto situado a cerca de 130 km (80 mi) ao sul-sudoeste de Grand Cayman. Curvando-se novamente para noroeste, roçou a Península de Yucatán em 25 de agosto, pouco antes de entrar no Golfo do México. A tempestade voltou a se curvar para o norte enquanto estava localizada no Golfo do México central. Às 16h UTC, atingiu a costa perto de Dulac, Louisiana, com ventos de 97 km/h (60 mph). O sistema enfraqueceu rapidamente para uma depressão tropical e se dissipou no norte do Mississippi em 28 de agosto.

### Furacão Três
O navio a vapor Haytian encontrou uma tempestade equivalente em intensidade a um furacão categoria 2 na escala de vento Saffir-Simpson furacão, enquanto localizado cerca de 760 km (470 mi) leste-nordeste de Dominica em 26 de agosto. O ciclone se dirigiu para noroeste e se fortaleceu em uma categoria 3 no início do dia seguinte, tornando-se o único grande furacão da temporada. Mais tarde em agosto Em 27 de novembro, a tempestade atingiu sua velocidade máxima de vento sustentada de 190 km/h (120 mph). O navio Portuense registou uma pressão barométrica mínima de 965 mbar (28.5 inHg) às 0700 UTC em 28 de agosto. No entanto, o navio afundou no mar agitado mais tarde naquele dia enquanto estava situado a cerca de 400 km (250 mi) a nordeste de Anegada, Ilhas Virgens Britânicas, afogando dez pessoas, incluindo o capitão do navio e nove tripulantes.
Após o pico de intensidade, a tempestade começou a enfraquecer e caiu para a força categoria 2 em 29 de agosto. Mais tarde naquele dia, o furacão começou a se curvar para o norte e acelerou para o nordeste em 30 de agosto. Embora a tempestade tenha passado bem longe da costa leste dos Estados Unidos, o mar agitado causou "grandes danos" nas praias de Nova Jersey. Ao se aproximar de Terra Nova em 1 de setembro, o sistema enfraqueceu para um furacão categoria 1. No final de 1 de setembro, enfraqueceu para uma tempestade tropical, pouco antes de se tornar extratropical por volta de 465 milhas (750 km) leste-nordeste de St. Lunaire-Griquet, Terra Nova e Labrador.

### Furacão Quatro
O navio a vapor Gussie encontrou pela primeira vez um furacão com ventos de 140 km/h (90 mph) no início de 31 de outubro, enquanto localizado a cerca de 153 km (95 mi) a nordeste da Ilha de Providência, Colômbia. O ciclone seguiu para o oeste e manteve sua intensidade como um furacão forte de categoria 1. Tarde em 31 de outubro, atingiu a Nicarágua ao sul de Cabo Gracias a Dios. Às 0000 UTC em 1 de novembro, o sistema enfraqueceu para uma tempestade tropical. Seis horas depois, foi observado pela última vez no departamento de Olancho, em Honduras. O impacto desse sistema na América Central é desconhecido.